# تپه سه پشته
تپه سه پشته مربوط به دوره اشکانی ـ دوره ساسانی تا قرون ۶ ه.ق است و در شهرستان دهلران، بخش موسیان، جنوب شرقی شهر موسیان واقع شده و این اثر در تاریخ ۳۰ دی ۱۳۸۵ با شمارهٔ ثبت ۱۶۹۱۸ به عنوان یکی از آثار ملی ایران به ثبت رسیده است.